# Heimatschutzarchitektur
Con il termine Heimatschutzarchitektur (talvolta indicata come Heimatschutzstil - da non confondere con il cosiddetto Heimatstil, lo stile patrio elaborato nei paesi tedescofoni durante il tardo Storicismo) si intende una particolare ricerca architettonica sviluppatasi nel mondo germanico. Descritta per la prima volta nel 1904, conobbe il suo massimo sviluppo nella prima metà del XX secolo, fino al 1945. Particolari ambiti di applicazione furono la costruzione di insediamenti per lavoratori, l'edilizia residenziale e quella industriale, la realizzazione di edifici di culto e la tutela (incluso il restauro) dei monumenti. 
Il termine non viene generalmente tradotto in altre lingue, ma letteralmente significa "Architettura di difesa della patria".

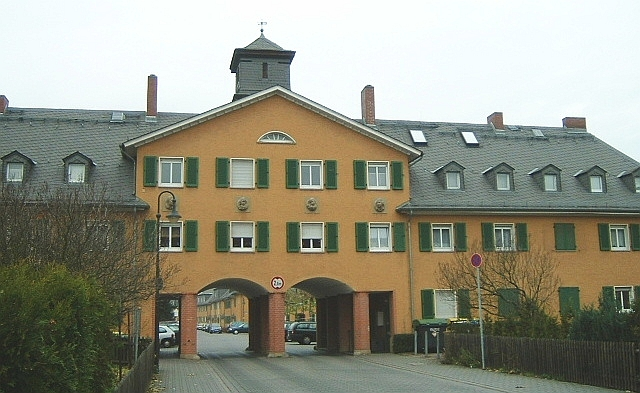
Ingresso principale all'insediamento per ferrovieri di Francoforte-Nied, architetti Schelling e Zweifel, 1918-1933.

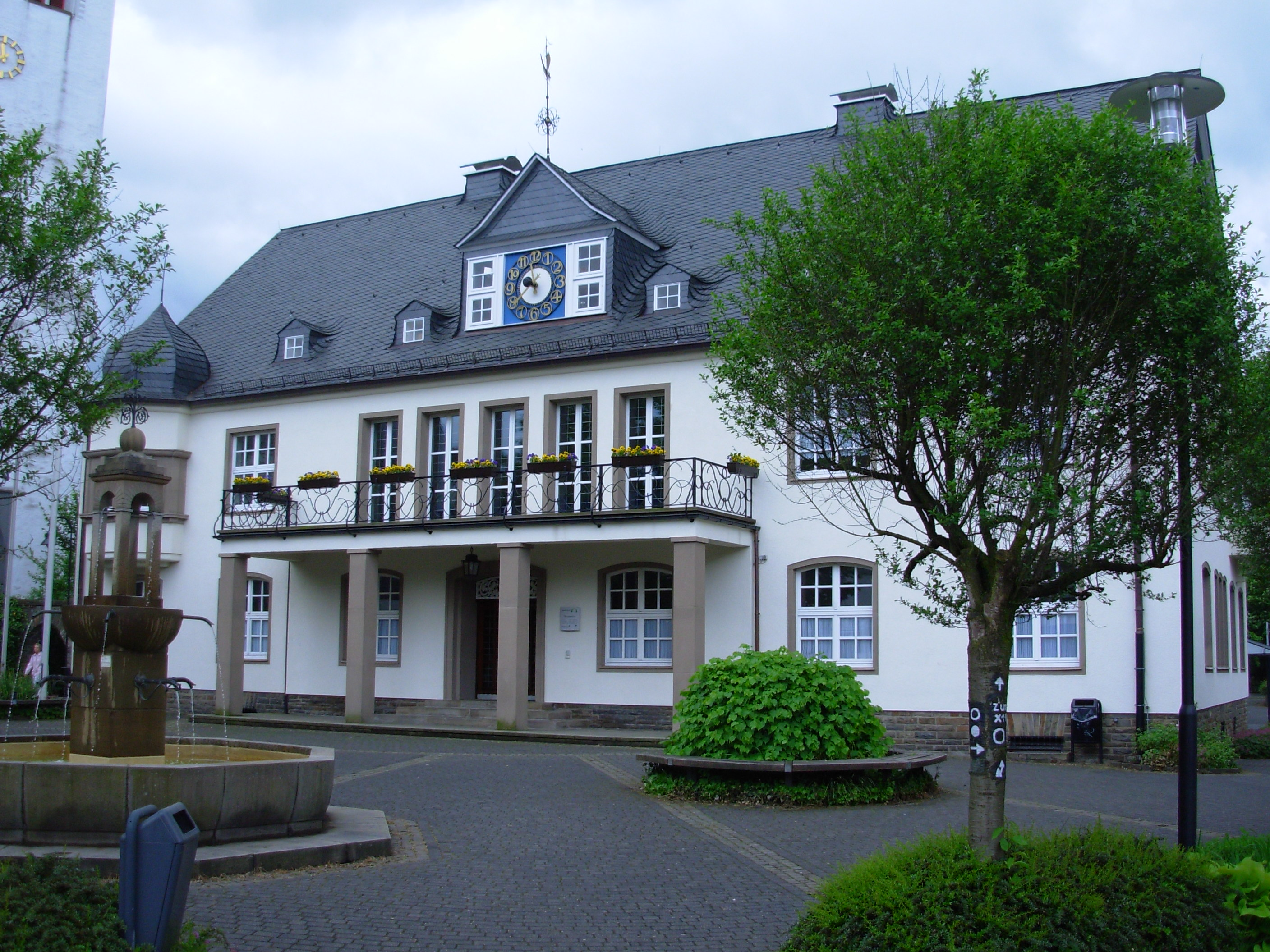
Municipio di Wiehl, architetto Peter Klotzbach, 1939.

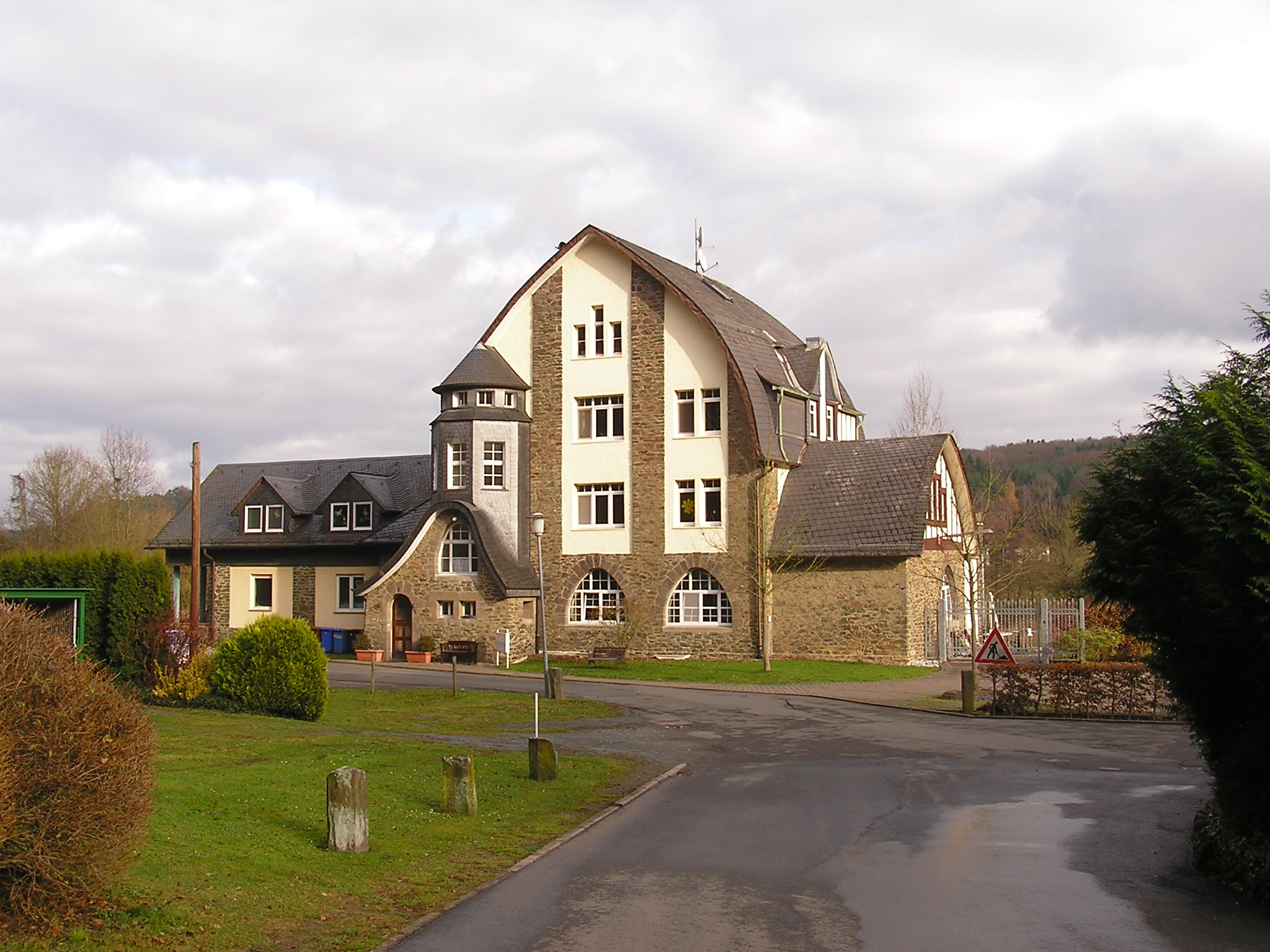
Stazione di Braunfels-Oberndorf, Solms, 1912-1913.

## Caratteristiche e finalità
Scopo della Heimatschutzarchitektur era il superamento dello Storicismo tramite tipi costruttivi tradizionali all'insegna di un regionalismo architettonico. Gli elementi di caratterizzazione esterna dell'edificio venivano dunque scelti per distinzione regionale (ad esempio, il laterizio era preponderante nel nord della Germania, mentre nelle zone alpine si faceva abbondante uso di legno) e, a differenza di quanto realizzato secondo dettami storicisti, si tendeva a rinunciare ad attributi ornamentali volti a ricordare precise tipologie stilistiche del passato.
In forme ridotte, è comunque possibile ritrovare anche in questi edifici arcate a tutto sesto, colonne ed altri elementi architettonici appartenenti al vocabolario costruttivo tradizionale.
Tutti gli edifici venivano progettati con lo scopo di integrarsi all'interno del paesaggio culturale in cui essi si inserivano. Due tra i compiti fondamentali assolti dal punto di vista architettonico e urbanistico dalla Heimatschutzarchitektur furono la ricostruzione in Prussia orientale dopo la prima guerra mondiale - sostenuta dalla Reichsverband Ostpreußenhilfe - e la realizzazione di una fitta rete di uffici postali in Baviera. Sebbene tali edifici intendessero inserirsi in un ambiente tradizionale, spesso capitava che finissero per intaccare lo stesso a causa delle loro dimensioni e della fin eccessiva purezza formale.

## Evoluzione storica e diffusione
Nel 1904 venne fondata a Dresda la Bund Heimat und Umwelt in Deutschland (trad: Federazione Patria e ambiente in Germania). Tra gli obiettivi principali, tale federazione si proponeva di operare in ambito culturale e architettonico, agendo in favore di forme, tipologie e tecniche costruttive legate all'artigianato ed alla tradizione. In epoca nazista tali richieste sono state esaudite soprattutto nel campo dell'edilizia abitativa. Nella costruzione di insediamenti - uno dei campi d'azione privilegiati della Heimatschutzarchitektur - vennero invece realizzati per lo più edifici tipologizzati, decorati in seguito secondo canoni regionali.
Gli edifici pubblici di rappresentanza furono invece realizzati secondo canoni neoclassicisti stilizzati.
Dopo il 1945 il fascino di tali architetture perse presa, poiché non risultava chiaramente separabile da quelle tipologie architettoniche che architetti nazisti come Hanns Dustmann avevano favorito. Paragonabili ad uno sviluppo dell'Heimatschutzarchitektur potrebbero essere alcune opere nel cosiddetto Backsteinexpressionismus (trad. Espressionismo in laterizio) di Fritz Höger, il quale aveva ancora poco operato tra il 1933 ed il 1945.

## Esponenti dellaHeimatschutzarchitektur
- Justinus Bendermacher
- Paul Bröcker
- Otto Bubenzer
- Theodor Fischer
- Karl Gruber
- Rudolph Lempp
- Alfred Lichtwark
- Hans Much
- Hermann Muthesius
- Paul Schmitthenner
- Julius Schulte-Frohlinde
- Paul Schultze-Naumburg
- Ludwig Schweizer
- Heinrich Tessenow
- Heinrich Renard
- Johann Baptist Schott
- Josef Anton Albrich
- Roderich Fick

## Opere
- Centro cittadino di Freudenstadt
- Municipio (Rathaus) di Hechingen
- Distretto abitativo Südvorstadt a Pirna (1935-1938)
- Kreissparkasse di Schwäbisch Hall
- Kochenhofsiedlung a Stoccarda

## Galleria d'immagini

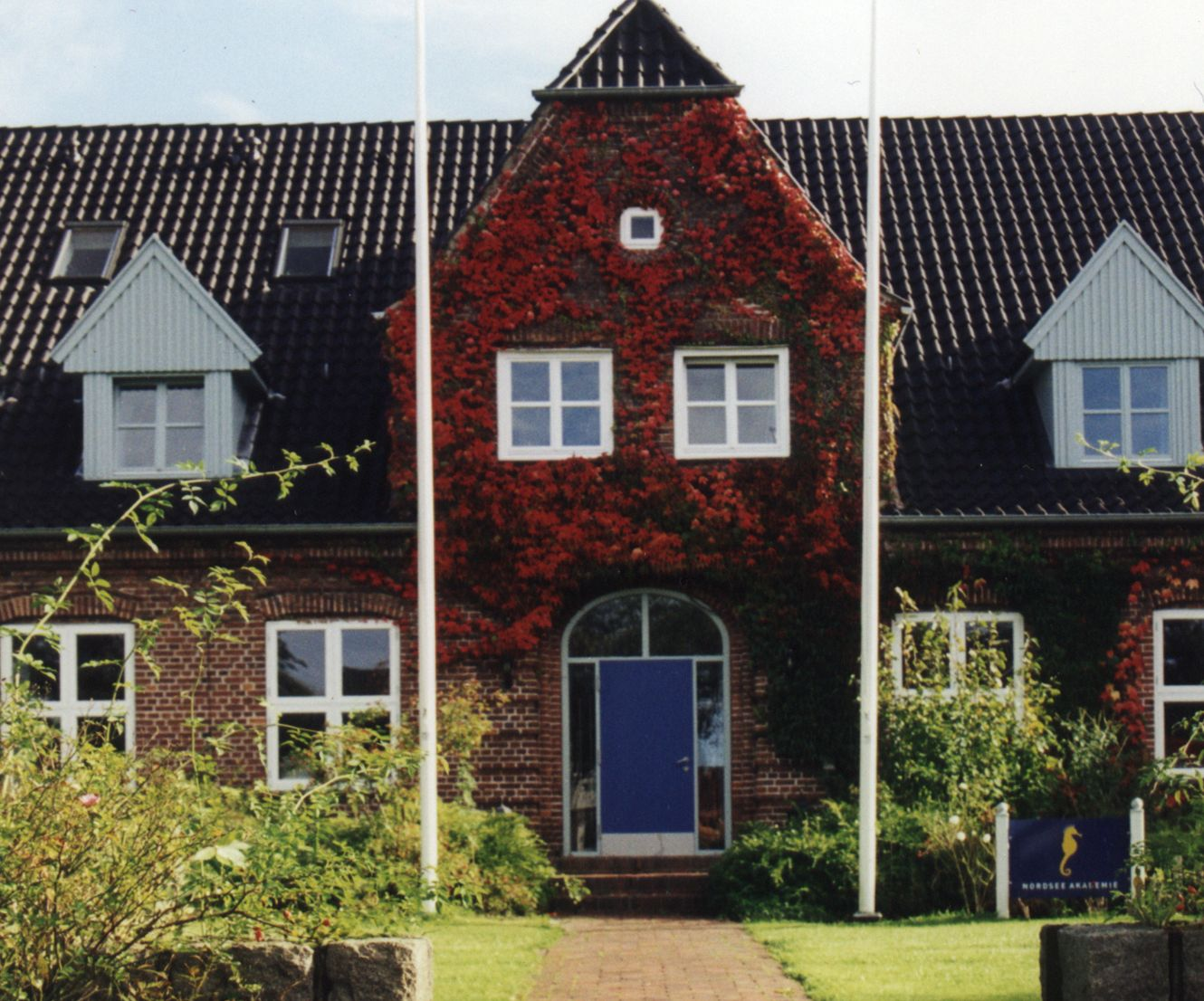
La Nordsee Akademie di Leck, 1923.
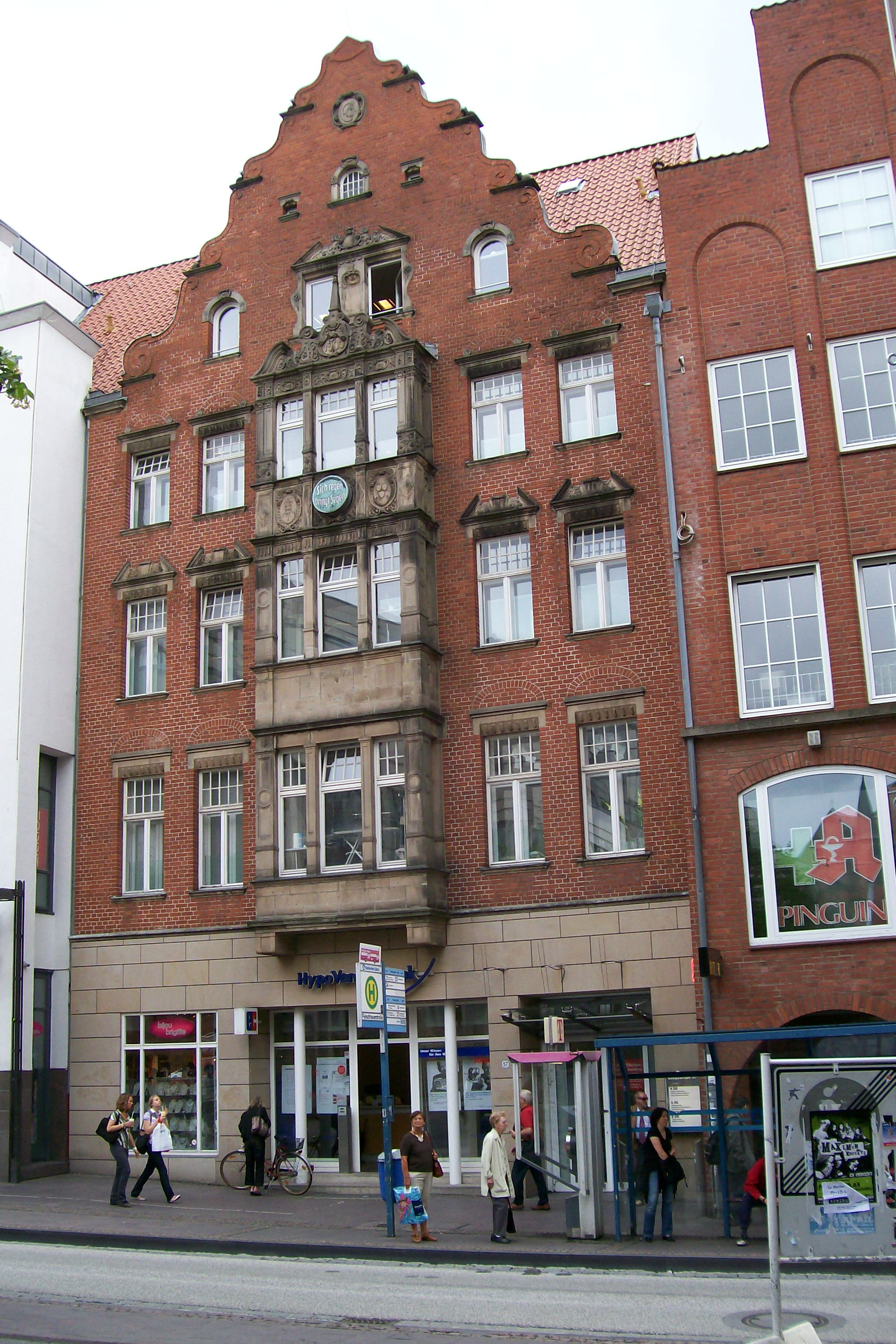
Facciata di abitazione in Königstraße 57 a Lubecca, posta sotto vincolo monumentale.
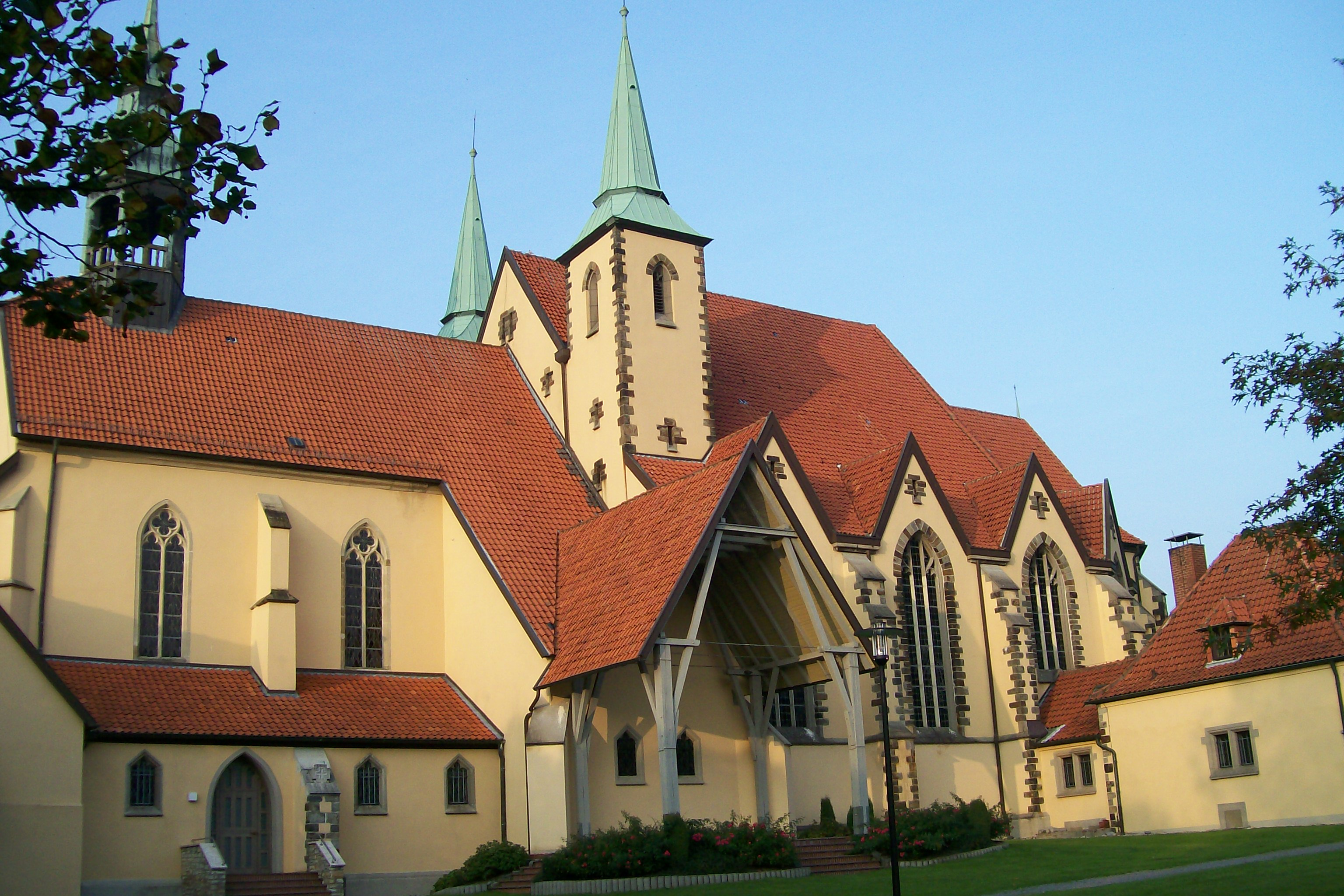
Chiesa dell'ex convento di Wallenhorst-Rulle, realizzata tra il 1927 ed il 1930.
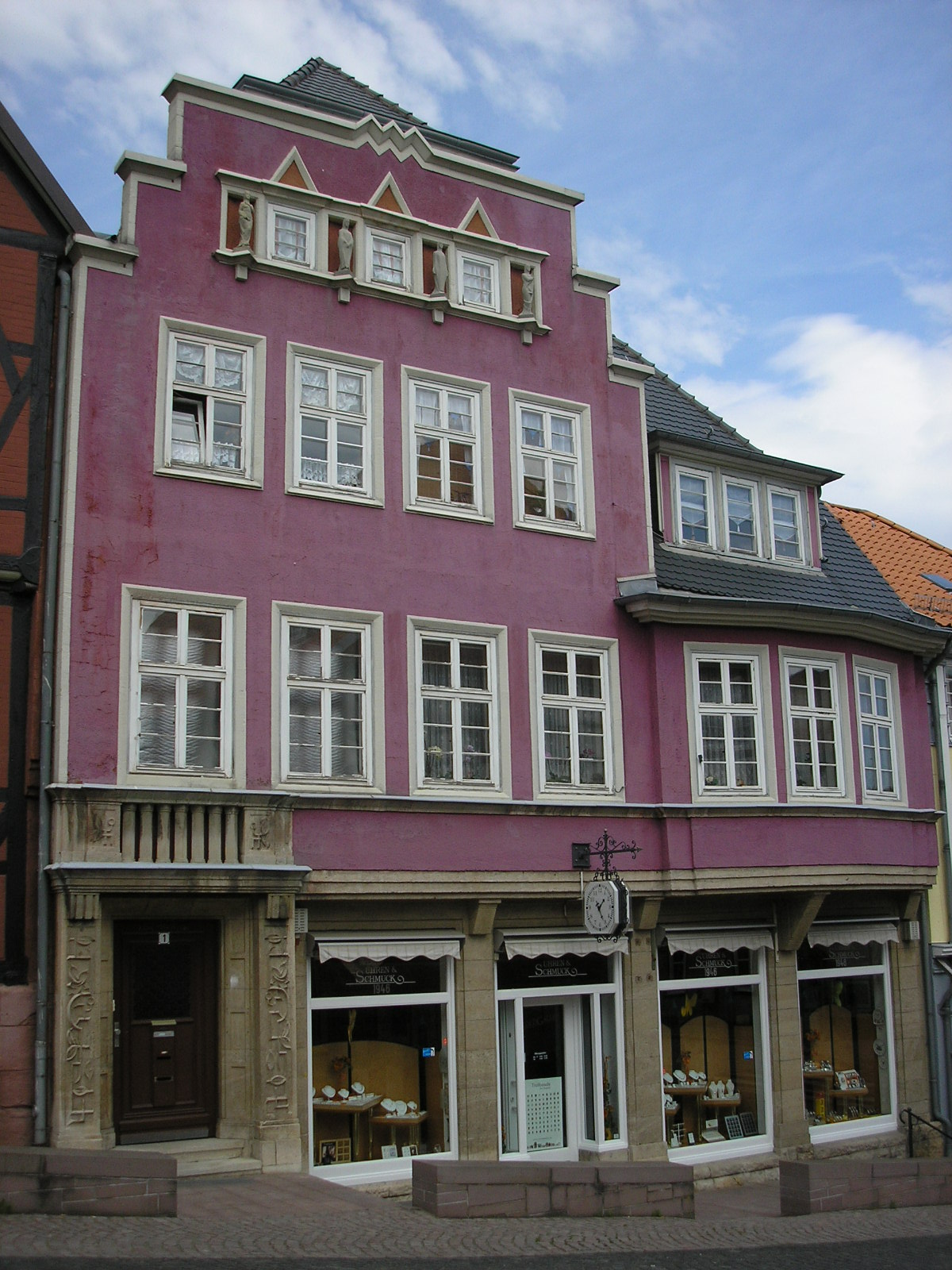
Abitazione nella città vecchia di Heiligenstadt.
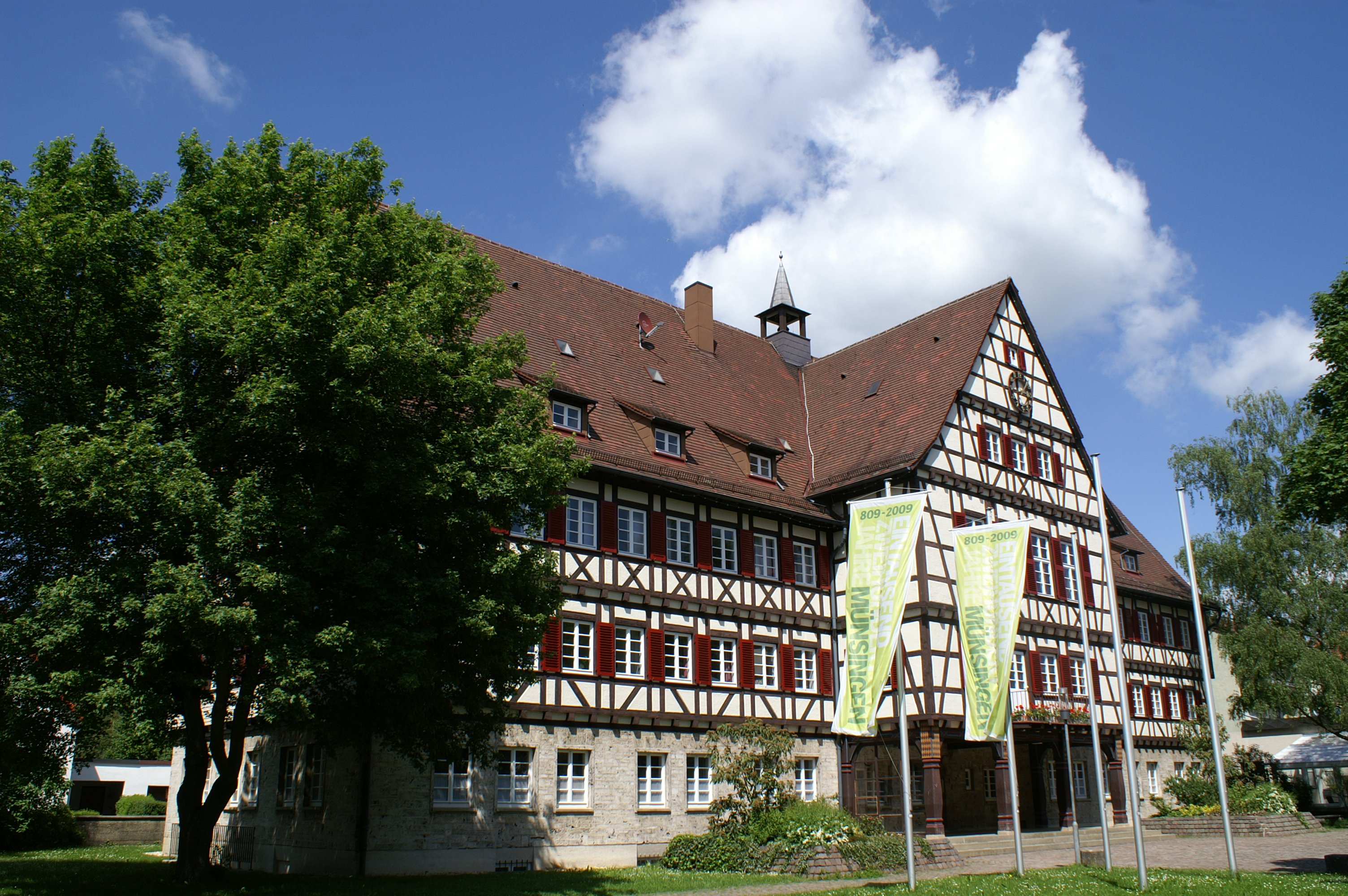
Neues Rathaus di Münsingen, realizzato tra il 1935 ed il 1937.
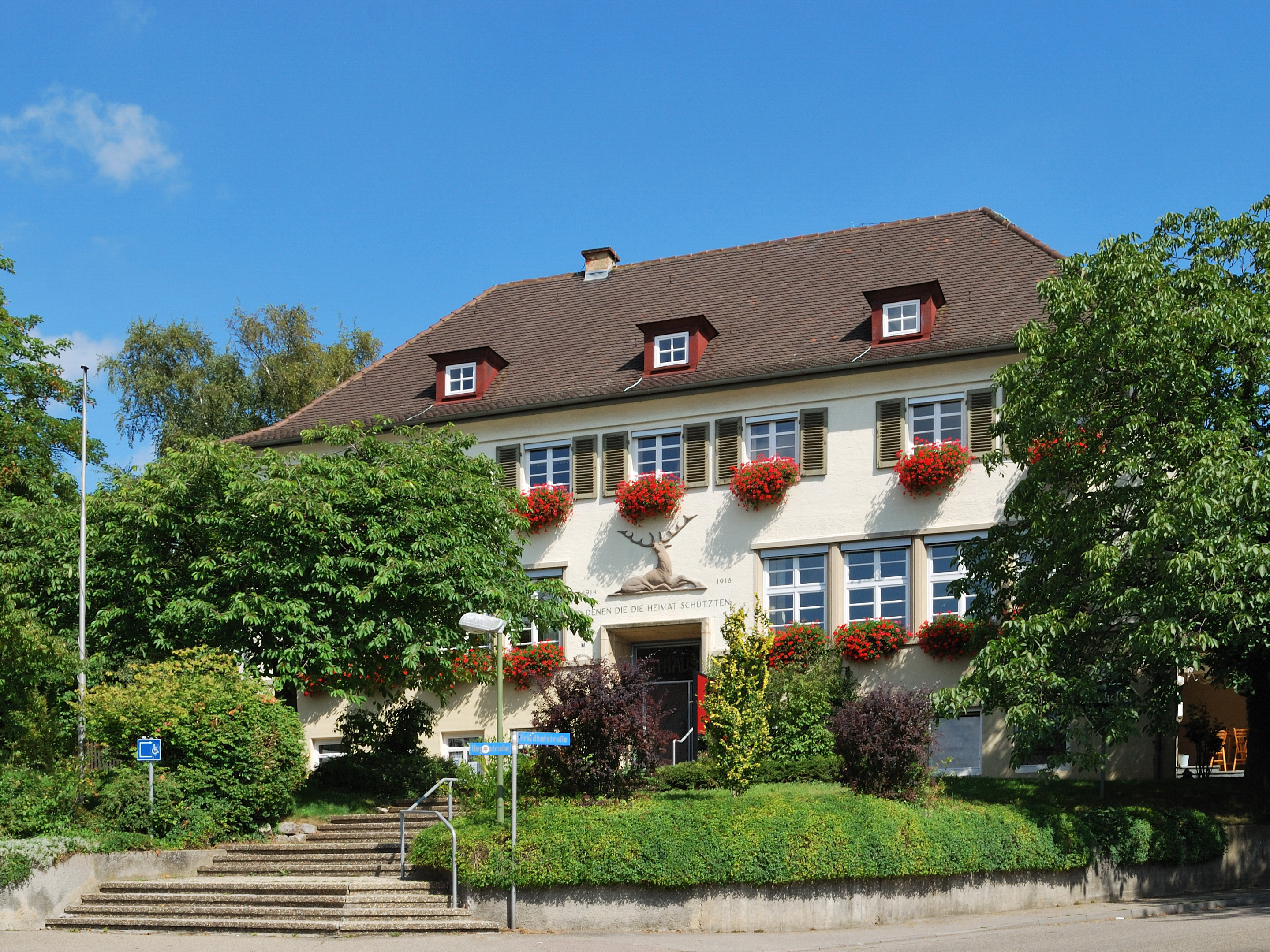
Municipio di Hirschlanden-Ditzingen, 1930.
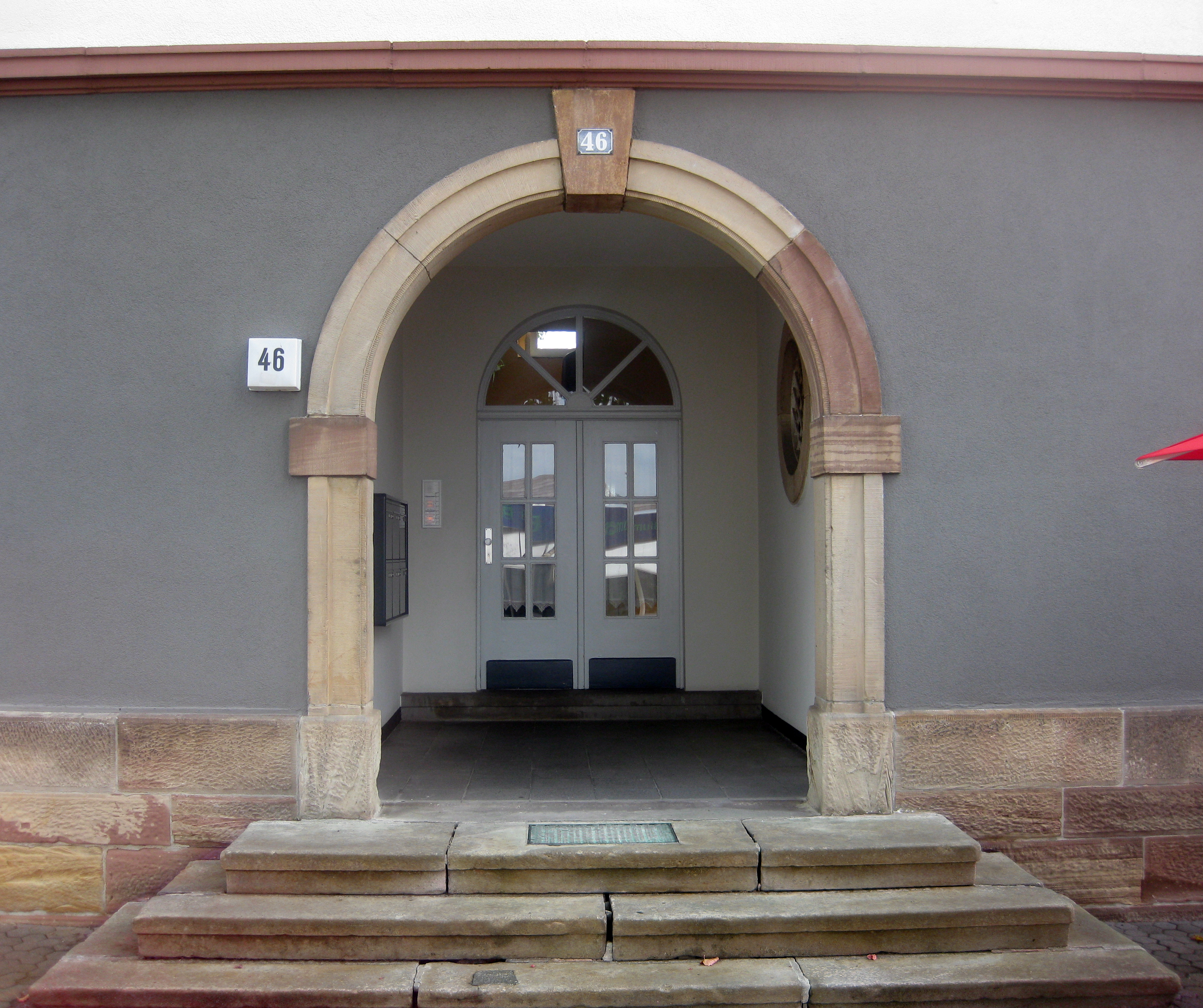
Ingresso per abitazione nell'insediamento di Lohfelden.
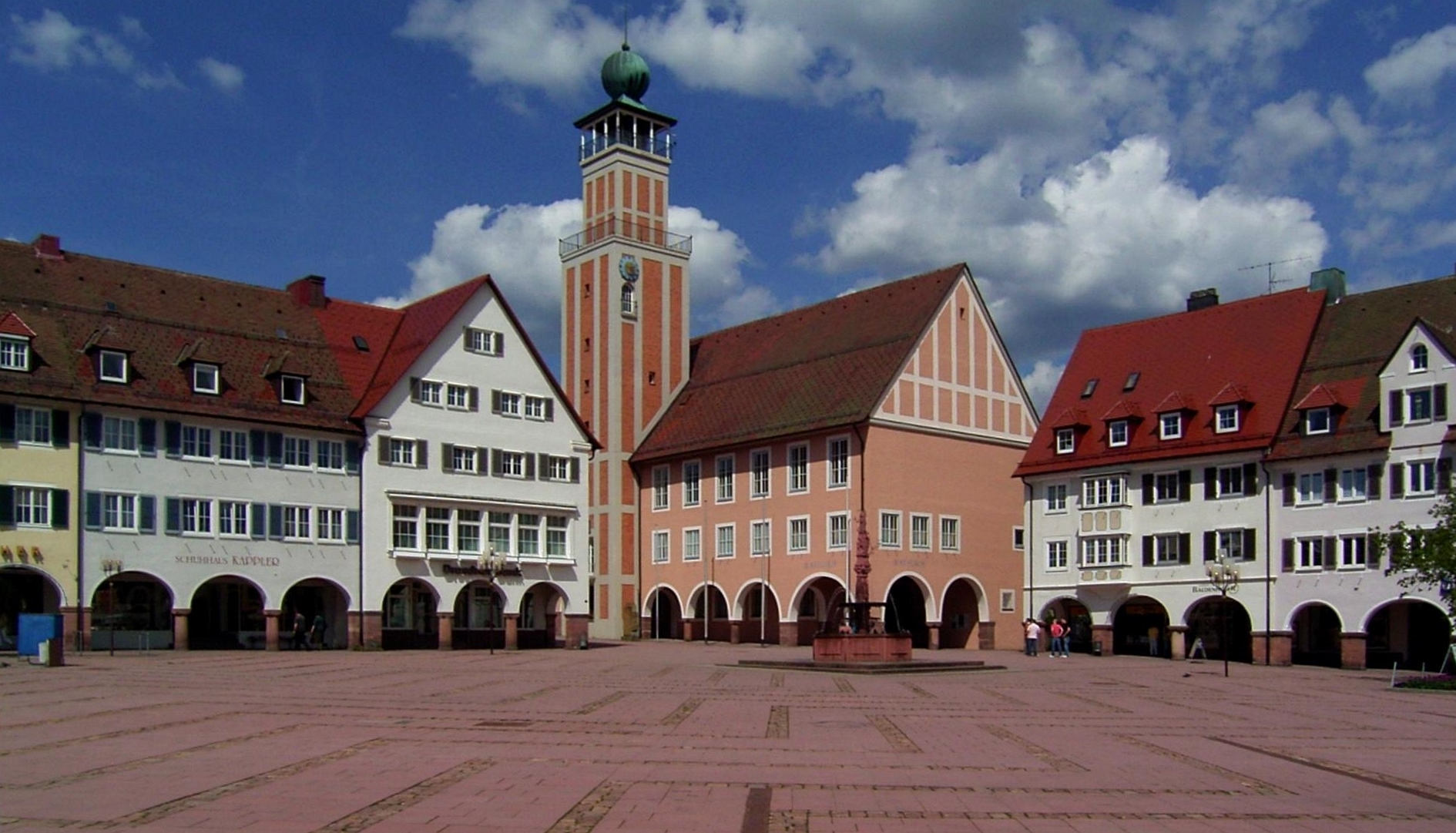
Piazza del mercato di Freudenstadt, 1950.
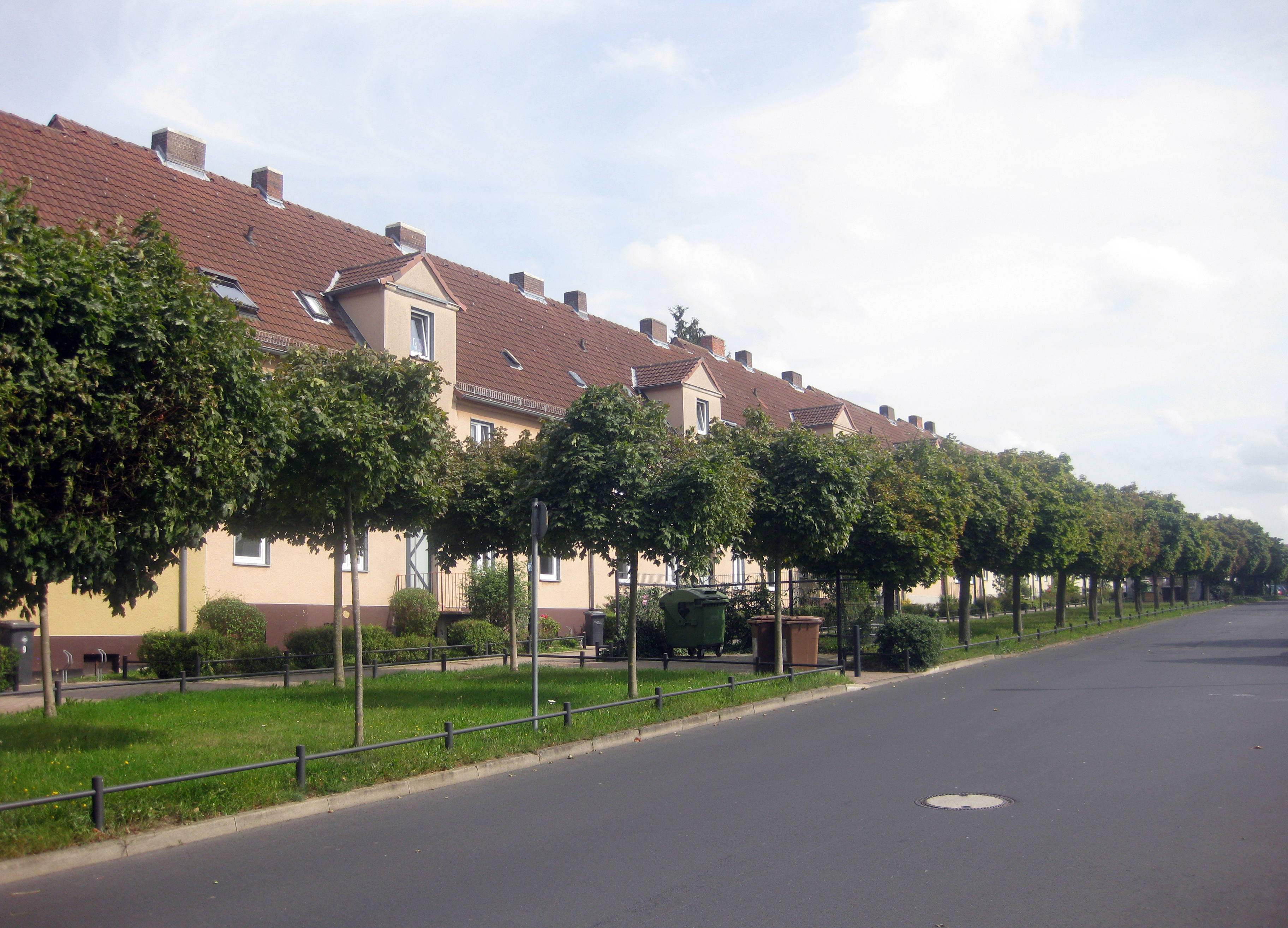
Verde urbano nell'insediamento di Lohfelden.
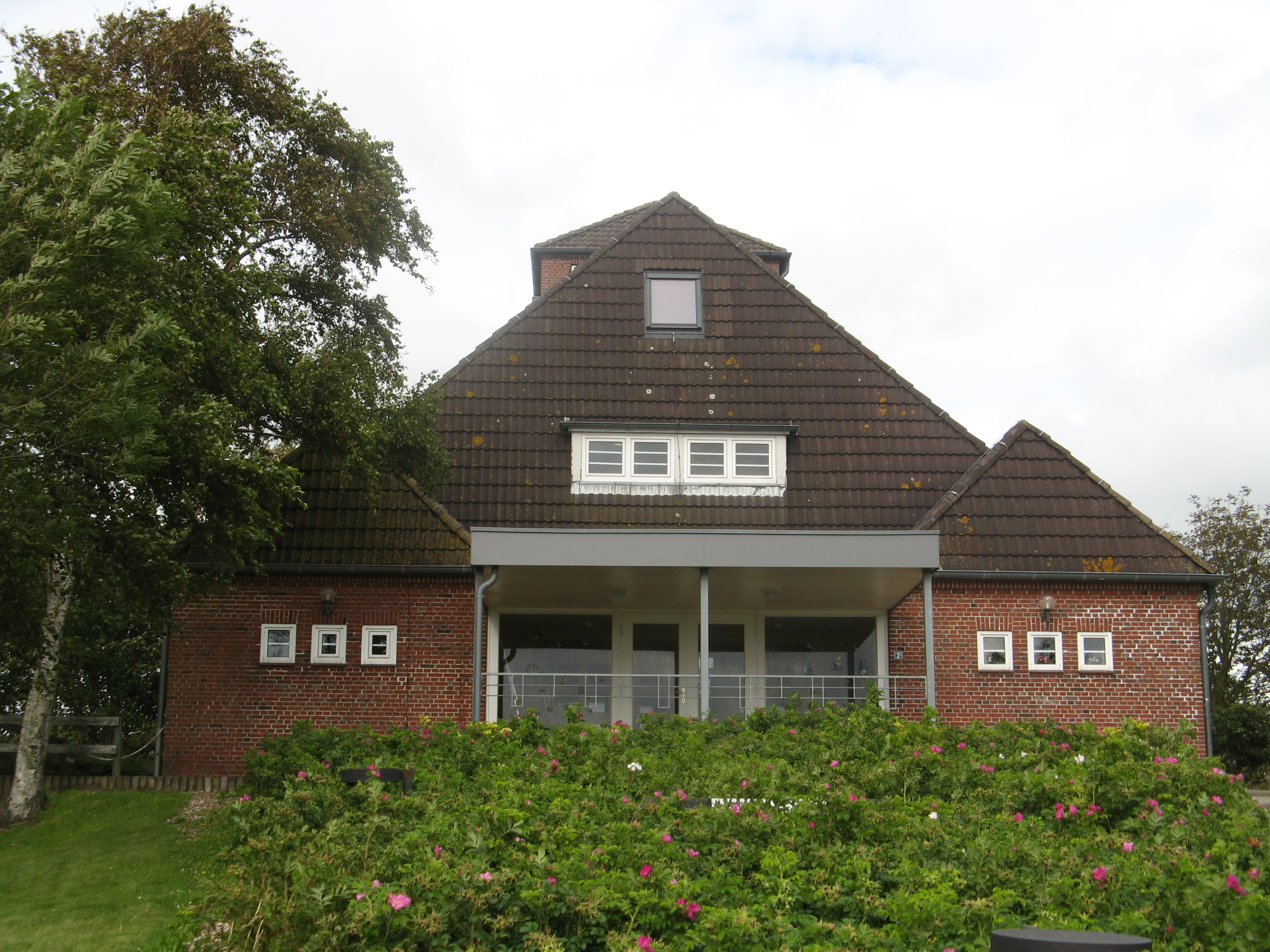
La Neulandhalle di Friedrichskoog-Dieksanderkoog del 1935, realizzata a guisa di Haubarg.
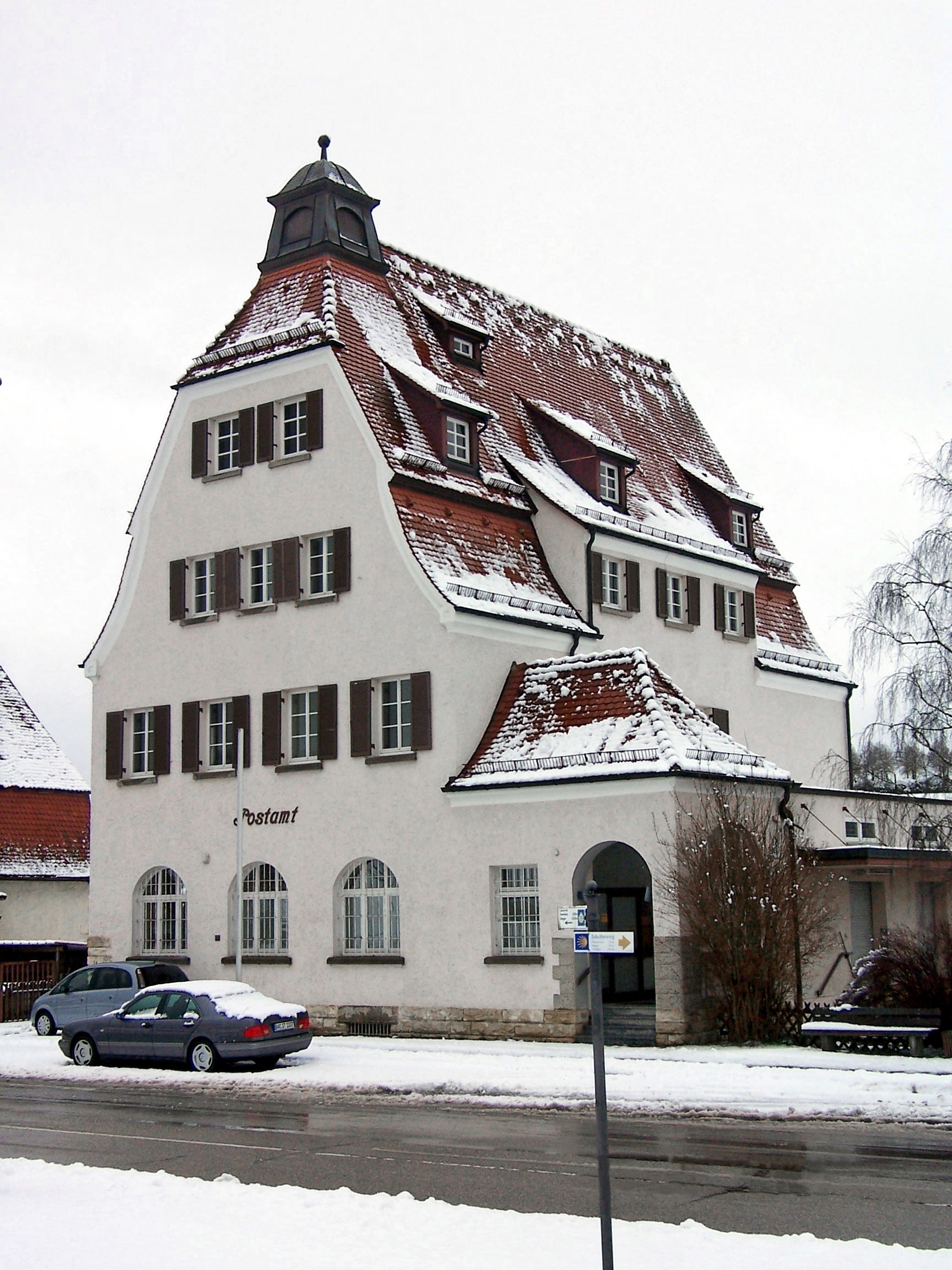
L'ufficio postale di Neresheim, 1911.